# حركة التغيير الديمقراطي - تسفانغيراي
حركة التغيير الديمقراطي - تسفانغيراي (بالإنجليزية: Movement for Democratic Change )‏ هو حزب سياسي زيمبابوي، أسس في 1999، يقع مقره في Morgan Tsvangirai House ‏، ومن مؤسسيه مورغان تسفانغيراي.

## أعضاء بارزون
- كود سباركل
- تحديث القائمة

- مورغان تسفانغيراي
- Nelson Chamisa
- روي بينيت
- Thokozani Khuphe
- Tendai Biti (2005 - 2014)
- Fadzayi Mahere
- Sekai Holland
- Lovemore Moyo
- Fidelis Mhashu
- Jessie Majome